# 大王山葵農場

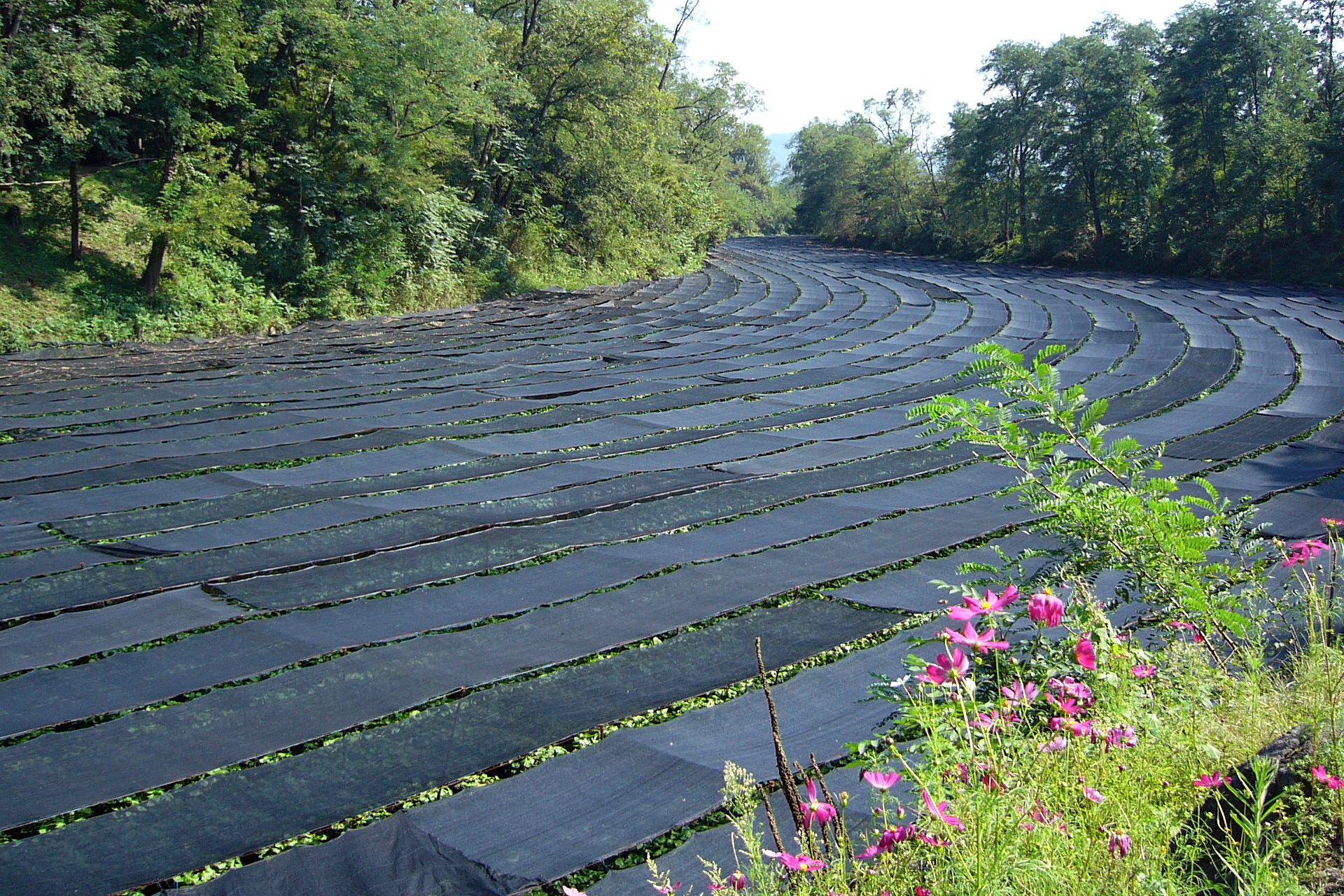
九月的山葵園

36°20′20″N 137°54′33″E / 36.3388°N 137.9091°E
大王山葵農場（日语：／）為位於日本長野縣安曇野市之山葵農場。亦稱為大王農場、大王山葵園（大王わさび園）。
此農場設立於1917年，為日本最大規模山葵園，農場面積達15公頃，湧水流量一天約12萬公噸，每年可收成150公噸的山葵。一年吸引約120萬人次訪客一遊，為安曇野最知名的观光景點。亦以黑澤明導演之電影《夢》拍攝地點聞名日本全國。可搭乘JR東日本的大糸線在穗高車站下車後徒步30分抵達農場。

## 設施
- 水車小屋
- 親水廣場
- 阿爾卑斯展望台
- 山葵田小徑
- 大王神社
- 大王窟
- 開運洞
- 大王样見張台
- 岩魚茶屋
- 涼風小徑
- 楊柳小徑
- 夢洞
- 大王廣場
- 蕎麥麵處
- 餐廳

## 周邊景點
- 穂高神社
- 等等力家（等々力家）
- 碌山美術館（碌山美術館）
- 井上喜源治紀念館（井上喜源治記念館）
- 東光寺
- 早春賦歌碑公園
- 道祖神公園

## 圖片

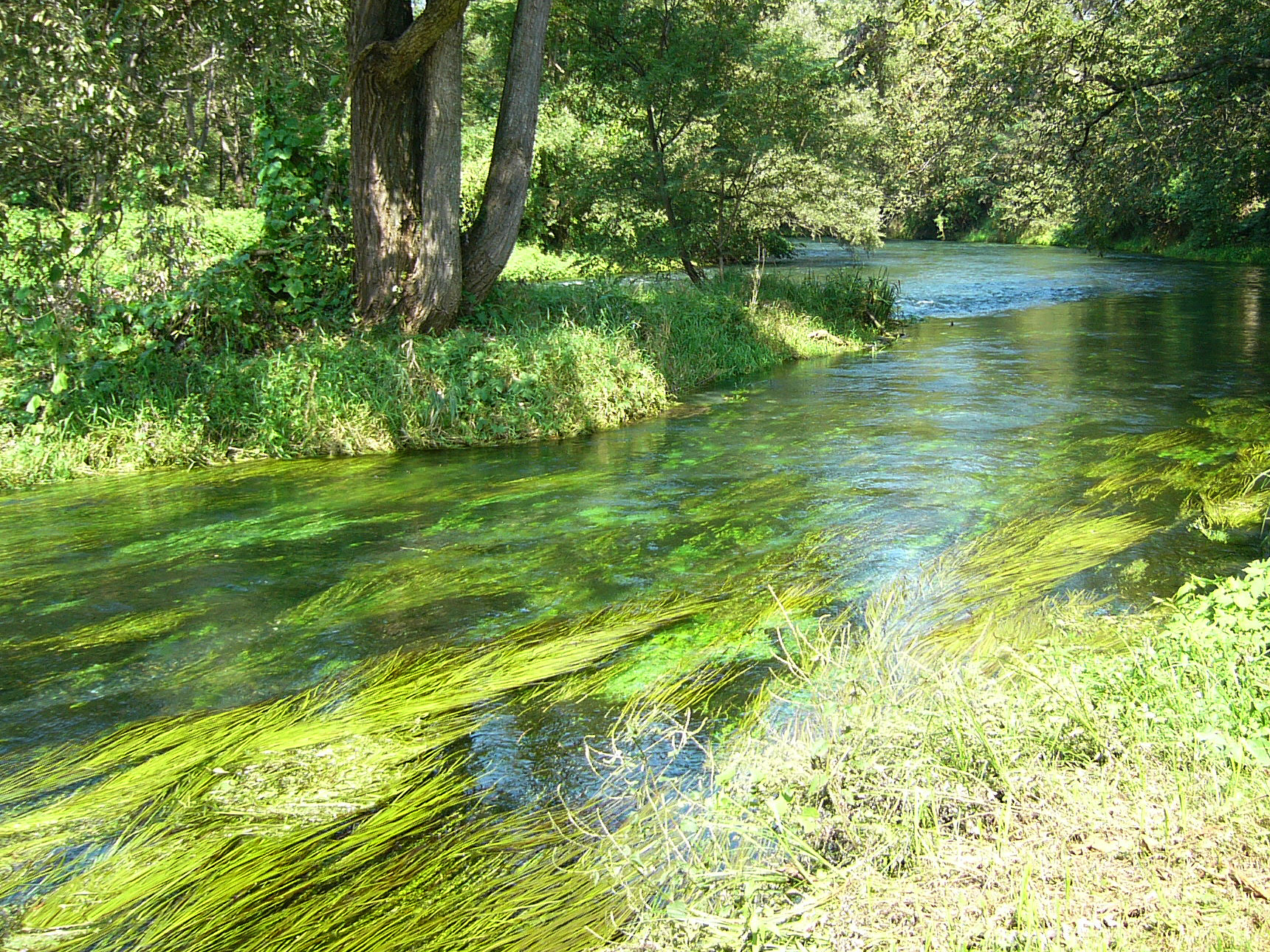
蓼川
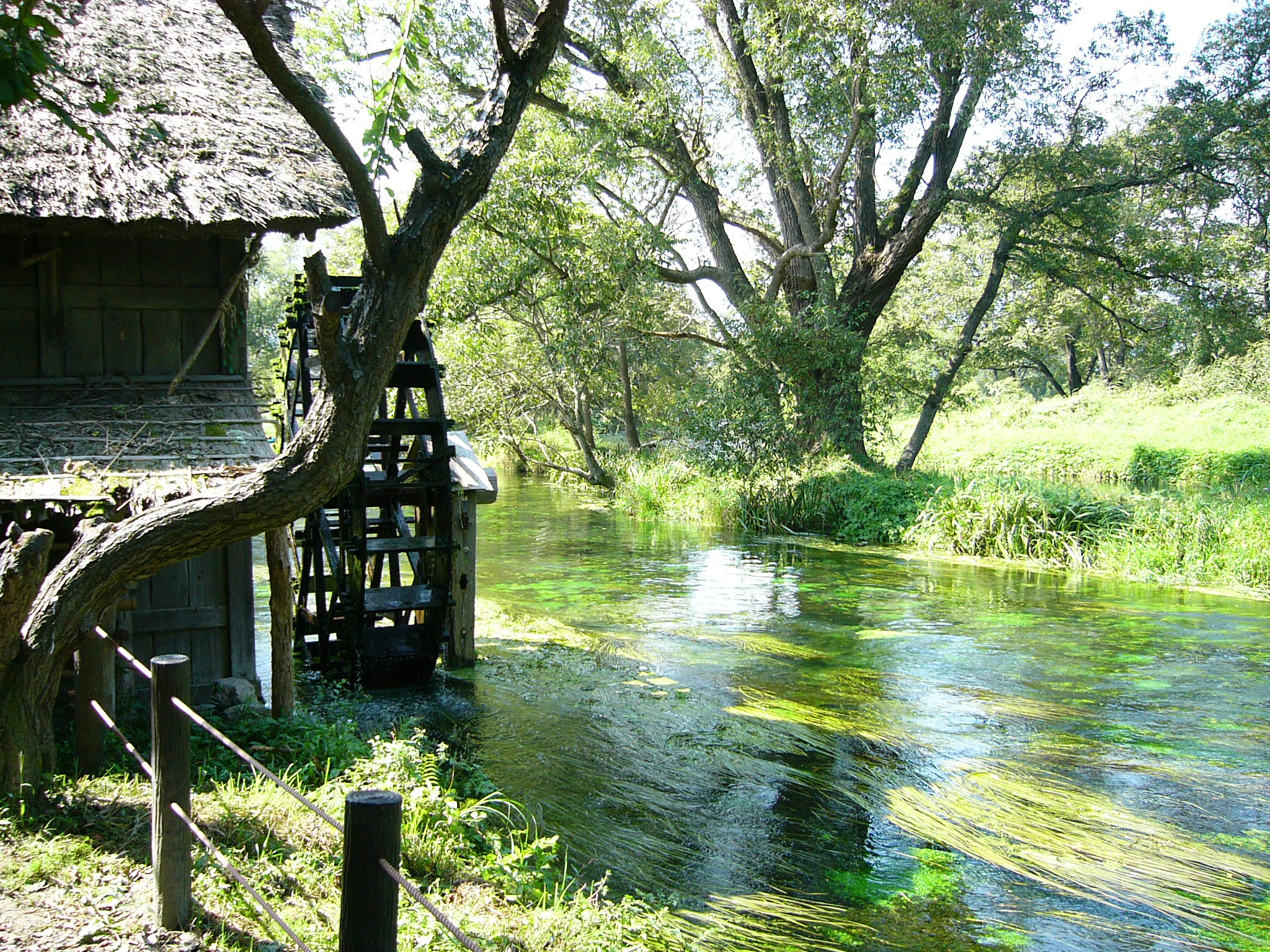
水車小屋
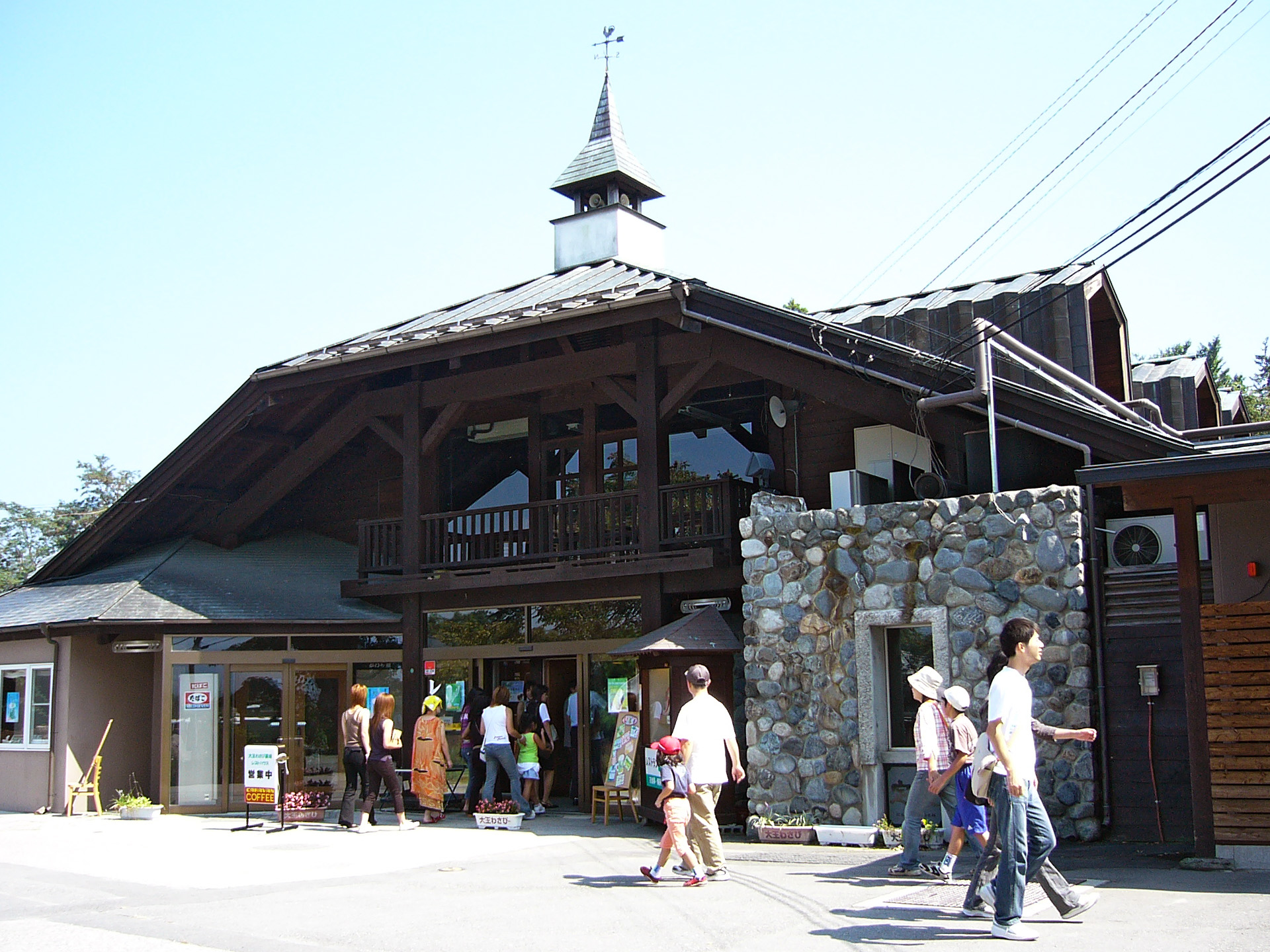
餐廳

## 外部連結
- （日語）大王山葵農場（页面存档备份，存于）